# Clute (Teksas)
Clute – miasto w Stanach Zjednoczonych, w stanie Teksas, w hrabstwie Brazoria.

## Demografia
Według przeprowadzonego przez United States Census Bureau spisu powszechnego w 2010 miasto liczyło 11 211 mieszkańców, co oznacza wzrost o 7,5% w porównaniu do roku 2000. Natomiast skład etniczny w mieście wyglądał następująco: Biali 69,2%, Afroamerykanie 10,5%, Azjaci 0,7%, pozostali 19,6%.